# Florida (ort i Honduras, Departamento de Copán, lat 15,03, long -88,83)
Florida är en ort i Honduras.   Den ligger i departementet Departamento de Copán, i den västra delen av landet, 200 km nordväst om huvudstaden Tegucigalpa. Florida ligger 486 meter över havet och antalet invånare är 5 340.
Terrängen runt Florida är varierad. Runt Florida är det ganska tätbefolkat, med 104 invånare per kvadratkilometer. Närmaste större samhälle är La Entrada, 10,9 km öster om Florida. Omgivningarna runt Florida är en mosaik av jordbruksmark och naturlig växtlighet.